# FIFA 10
FIFA 10 is een voetbalsimulatiespel uit de FIFA-serie van Electronic Arts. Het spel werd ontwikkeld door EA Canada en op 1 oktober 2009 uitgebracht voor de pc, PlayStation 2, PlayStation 3, Xbox 360, NDS, Wii en mobiele telefoon.

## Speltypen
Bij FIFA 10 kan men met verschillende speltypen spelen. "Het veld op" is een speltype waarbij men vriendschappelijke duels kan spelen. In "Strijd om de eer" kan men manager van een club worden, spelers kopen en prijzen winnen. Bij "Strijd om de eer" is de Champions League ook aanwezig.
In FIFA 10 is het Nederlands voetbalelftal weer speelbaar met de officiële spelers, in tegenstelling tot FIFA 09.

## Stadions
In FIFA 10 is het mogelijk om voor de aftrap van een wedstrijd het weertype te kiezen, in bepaalde stadions kan het bijvoorbeeld sneeuwen of regenen. Er zijn in FIFA 10 vier nieuwe stadions.
Nieuwe stadions
- Estadio Santiago Bernabéu (gratis download)
- Estadio Chamartín
- Court Lane (fictief stadion)
- Arena D'oro (fictief stadion)

Stadions die al waren opgenomen in FIFA 09
- Amsterdam Arena
- Old Trafford
- Stade Gerland
- San Siro
- Camp Nou
- Stadio Delle Alpi
- Signal Iduna Park
- BayArena
- Anfield Road
- Parc des Princes
- Square Ground
- Stamford Bridge
- Stade Vélodrome
- Veltins-Arena
- Crown Lane
- Euro Arena
- Town Park
- Euro Park
- HSH Nordbank Arena
- Estadio Vicente Calderon
- St James' Park
- Estadio Azteca
- Olympiastadion
- Allianz Arena
- Stadion Europa
- Stade Kokoto
- Aloha Park
- Wembley Stadium
- Emirates Stadium
- Stadio Olimpico
- Estadio De Las Artes
- Olimipico Generico
- Estadio Del Pueblo
- Fussballstadion
- El Reducto
- Stadion Neder
- Stade Municipal
- Ivy Lane
- Estadio Latino
- Stadion 23. Maj
- El Medio
- El Bombastico
- Stadio Classico
- Football Ground
- Stadion Olympik
- Stadion Hanguk
- O Dromo

Trainingscomplexen
- Arena Noord-Amerika
- Arena Brazilië
- Arena Mediterraan
- Arena Oost-Europa
- Arena Frankrijk
- Arena Engeland
- Arena Korea

## Commentaar
- Clive Tyldesley & Andy Gray (Engels)
- Hervé Mathoux & Paul Le Guen (Frans)
- Fabio Caressa & Giuseppe Bergomi (Italiaans)
- Tom Bayer & Sebastian Hellmann (Duits)
- Manolo Lama & Paco González (Spaans)
- Youri Mulder & Evert ten Napel (Nederlands)
- Henrik Strömblad & Glenn Hysén (Zweeds)

## Soundtracks
| Artiest                                                     | Nummer                           | Land                      |
| ----------------------------------------------------------- | -------------------------------- | ------------------------- |
| Adiam Dymott                                                | Miss You                         | Vlag van Zweden           |
| Afrobots                                                    | Favela Rock                      | Vlag van Verenigde Staten |
| Alex Metric                                                 | Head Straight                    | Vlag van Engeland         |
| The Answering Machine                                       | It's Over! It's Over! It's Over! | Vlag van Engeland         |
| Auletta                                                     | Meine Stadt                      | Vlag van Duitsland        |
| Balkan Beat Box (ft. Tomer Yosef & Saz)                     | Ramallah Tel Aviv                | Vlag van Israël           |
| BLK JKS                                                     | Lakeside                         | Vlag van Zuid-Afrika      |
| Bomba Estéreo                                               | Fuego                            | Vlag van Colombia         |
| The BPA (ft. Ashley Beedle)                                 | Should I Stay or Should I Blow   | Vlag van Engeland         |
| Buraka Som Sistema (ft. Pongolove)                          | Kalemba (Wegue Wegue)            | Vlag van Portugal         |
| Casiokids                                                   | Fot i Hose                       | Vlag van Noorwegen        |
| Children Collide                                            | Skeleton Dance                   | Vlag van Australië        |
| Crookers (ft. The Very Best, Two Fingers & Marina Gasolina) | Birthday Bash                    | Vlag van Italië           |
| Cut Off Your Hands                                          | Happy As Can Be                  | Vlag van Nieuw-Zeeland    |
| Dananananaykroyd                                            | Black Wax                        | Vlag van Schotland        |
| Datarock                                                    | Give It Up                       | Vlag van Noorwegen        |
| The Enemy                                                   | Be Somebody                      | Vlag van Engeland         |
| Fabri Fibra                                                 | Donna Famosa                     | Vlag van Italië           |
| Fidel Nadal                                                 | International Love               | Vlag van Argentinië       |

| Artiest                                | Nummer                        | Land                      |
| -------------------------------------- | ----------------------------- | ------------------------- |
| Los Fabulosos Cadillacs                | La Luz del Ritmo              | Vlag van Argentinië       |
| Macaco                                 | Hacen Falta Dos               | Vlag van Spanje           |
| Major Lazer (ft. Mr. Lexx & Santigold) | Hold the Line                 | Vlag van Verenigde Staten |
| Márcio Local                           | Soul do Samba                 | Vlag van Brazilië         |
| Matt and Kim (ft. De La Soul)          | Daylight (Troublemaker Remix) | Vlag van Verenigde Staten |
| Metric                                 | Gold Guns Girls               | Vlag van Canada           |
| Mexican Institute of Sound             | Alocatel                      | Vlag van Mexico           |
| Nneka (ft. Wesley Williams)            | Kangpe                        | Vlag van Nigeria          |
| Passion Pit                            | Moth's Wings                  | Vlag van Verenigde Staten |
| Peter Bjorn and John                   | Nothing to Worry About        | Vlag van Schotland        |
| Pint Shot Riot                         | Not Thinking Straight         | Vlag van Engeland         |
| Playing for Change                     | War (No More Trouble)         | Vlag van Jamaica          |
| Rocky Dawuni                           | Download the Revolution       | Vlag van Ghana            |
| Röyksopp                               | It's What I Want              | Vlag van Noorwegen        |
| SoShy                                  | Dorothy                       | Vlag van Frankrijk        |
| The Temper Trap                        | Science of Fear               | Vlag van Australië        |
| Tommy Sparks                           | She's Got Me Dancing          | Vlag van Engeland         |
| The Whitest Boy Alive                  | 1517                          | Vlag van Duitsland        |
| Wyclef Jean                            | MVP Kompa                     | Vlag van Haïti            |
| Zap Mama                               | Vibrations                    | Vlag van België           |

## Ontvangst
Het spel werd overwegend positief ontvangen:
| Beoordeeld door     | Platform      | Datum             | Score |
| ------------------- | ------------- | ----------------- | ----- |
| Impulse Gamer       | Xbox 360      | 2009              | 97%   |
| Cheat Code Central  | Xbox 360      | 2009              | 94%   |
| IGN UK              | Xbox 360      | 24 september 2009 | 93%   |
| GameTrailers        | Xbox 360      | 21 oktober 2009   | 91%   |
| Gamernode           | Xbox 360      | 23 oktober 2009   | 90%   |
| ZTGameDomain        | PlayStation 3 | 2009              | 90%   |
| Boomtown            | Xbox 360      | 1 oktober 2009    | 90%   |
| PSFocus             | PlayStation 3 | 28 september 2009 | 90%   |
| GameSpot UK         | PlayStation 3 | 6 oktober 2009    | 90%   |
| Xbox360Achievements | Xbox 360      | 12 oktober 2009   | 85%   |